# Бендери
Бендери (на руски: Бендеры; на румънски: Bender, известен и с наименование Тигина), е град в Молдова (4-ти по население), в непризнатата Приднестровска република (2-ри), с 83 000 жители (2018).

## История
Селището се споменава за пръв път през 1408 година. През ХVІ век е завладяно от османските турци. През 1709 – 1713 година, след поражението в Полтавската битка, под стените на Бендерската крепост се укрива шведският крал Карл XII. По време на руско-турските войни през ХVІІІ–ХІХ век руската войска на 3 пъти завзема Бендери (1770, 1789, 1806).
По Букурещкия мирен договор през 1812 година градът в състава на Бесарабия е присъединен към Руската империя. От 1818 година е окръжен град.
В периода 1918 – 1940 година е в Румъния, а от 28 юни 1940 година е присъединен към СССР. По време на Втората световна война (1941 – 1944 г.) румънски и германски войски нанасят сериозни поражения на града. На 23 август 1944 година градът е овладян от Червената армия.
От 1990 година е в състава на Приднестровската молдовска ССР (от 1991 година: Приднестровска молдовска република). През лятото на 1992 година е силно разрушен в резултат от конфликта.

## География
Градът е разположен при вливането на река Бик в Днестър.
През 1989 година населението на града е 138 040 души, от които 3814 българи (2,8 %). През 2004 година населението на града е 97 027 души, от тях:
- 43 431 (43,35 %) – руснаци
- 25 069 (25,03 %) – молдовани
- 18 006 (17,98 %) – украинци
- 3164 (3,16 %) – българи
- 1091 (1,09 %) – гагаузи

## Спорт
Местният футболен клуб е „Динамо“.

## Личности
Починали в Бендери
- Иван Мазепа (1639 – 1709), украински хетман
- Стефаница Лупу (1641 – 1661), княз

## Галерия
- Старата крепост и река Днестър
- Църква „Преображение Господне“
- Военното гробище
- Железопътната гара